# Hélène Dutrieu
Hélène Dutrieu (Tournai, 10 de julho de 1877 — Paris, 26 de junho de 1961) foi uma campeã mundial de ciclismo, motociclista, automobilista, pioneira da aviação francesa, motorista de ambulância durante a guerra, e diretora de um hospital militar, nascida na Bélgica, tendo se naturalizado francesa posteriormente.

## Biografia
Embora muitas vezes referida como francesa, Hélène era belga.
Começou no ciclismo competitivo em 1895 onde parou em 1898, quando começou a dedicar-se a corridas de automóveis. Participou em várias competições em toda a Europa, tendo inclusive em 1898 ganho de Leopoldo II da Bélgica a Cruz de Santo André com diamantes em honra de suas façanhas.
No outono de 1909 conheceu Santos Dumont em Paris e este sugeriu que ela aprendesse a pilotar no "Demoiselle".
Em setembro de 1910, voando sem escalas de Oostende para Bruges, na Bélgica e tornou-se a primeira mulher belga a receber uma licença de piloto em 25 de novembro de 1910. Durante seu segundo ano como um aviador que ela escapou da morte duas vezes.
Na Europa venceu a Coupe Femina para mulheres, em 31 de dezembro de 1911, voando 158 milhas em 178 minutos.
Em 1913 o governo francês concedeu-lhe Legião de Honra.
Em 1922 casou com um francês, naturalizou-se francesa, e viveu na França.
Morreu em Paris em 25 de junho de 1961, aos 84 anos.